# Augustus 1996
Dit artikel geeft een chronologisch overzicht van alle belangrijke gebeurtenissen per dag in de maand augustus van het jaar 1996.

## Gebeurtenissen

### 1 augustus
- De Algerijnse bisschop Pierre Lucien Claverie wordt door Algerijnse krijgsmacht omgebracht.
- Het gebouw van de Staten van Suriname, een 17e-eeuws houten monument, wordt door brand verwoest.

### 2 augustus
- Voor het eerst in de geschiedenis wint de Nederlandse mannenhockeyploeg de gouden medaille bij de Olympische Spelen. In de finale wordt Spanje met 3-1 verslagen, onder meer door twee doelpunten van de afzwaaiende Floris Jan Bovelander.

### 4 augustus
- De Nederlandse mannen volleybalploeg wint de gouden medaille door aartsrivaal Italië in een bloedstollende finale te verslaan met 3 tegen 2.
- Sluitingsceremonie van de Olympische Spelen in Atlanta.

### 6 augustus
- De punkrockgroep Ramones geeft hun allerlaatste concert ooit.

### 7 augustus
- Amerikanen ontdekken op een 13.000 jaar geleden ingeslagen meteoriet sporen van een micro-organisme dat 3 miljard jaar geleden op Mars heeft geleefd.
- Bij een overstroming in Biescas vallen er 87 doden en 183 gewonden.

### 8 augustus
- In Karlshamn (Zweden) komen 6 Nederlandse scouts om het leven door een zwaar auto-ongeluk. 4 anderen raken zwaargewond.

### 11 augustus
- Lovers Rail start met de exploitatie met reizigerstreinen van de lijn Santpoort-Noord - IJmuiden. Er rijden 4 treinen per dag tussen Amsterdam CS en IJmuiden.

### 13 augustus
- Marc Dutroux wordt gearresteerd.

### 20 augustus
- Het voetbalseizoen in de Eredivisie 1996/97 begint met het duel Roda JC-Feyenoord, dat eindigt in een 1-1 gelijkspel. Voor de Rotterdammers scoort Kees van Wonderen op aangeven van George Boateng. Aanvaller Richard Roelofsen benut één minuut voor tijd een strafschop voor de thuisploeg.

### 24 augustus
- In Cleveland (Ohio) prolongeert de Britse triatleet Simon Lessing zijn wereldtitel olympische afstand. Bij de vrouwen gaat de zege naar de Australische Jackie Fairweather.

### 28 augustus
- Prins Charles en Prinses Diana worden officieel gescheiden door het Britse Hooggerechtshof.

### 31 augustus
- In Nederland komt een einde aan de dienstplicht.
- In de eerste wedstrijd sinds het EK voetbal 1996 speelt het Nederlands elftal met 2-2 gelijk in een vriendschappelijk duel tegen regerend wereldkampioen Brazilië. Bondscoach Guus Hiddink stuurt twee debutanten het veld in: Jean-Paul van Gastel en Giovanni van Bronckhorst, beiden van Feyenoord.
- De Deense wielrenner Rolf Sørensen schrijft de Ronde van Nederland op zijn naam.

<< · januari · februari · maart · april · mei · juni · juli · augustus · september · oktober · november · december · >>